# Queens Supreme
Queens Supreme was een Amerikaanse televisieserie uit 2003
De serie was ontworpen door Ken Fox en werd uitgezonden op CBS. De serie speelt zich af in het gerechtsgebouw van Queens in New York en volgt de zaken van vier rechters.

## Rolverdeling
- Oliver Platt - rechter Jack Moran
- L. Scott Caldwell - rechter Rose Barnea
- Robert Loggia - rechter Thomas O'Neill
- Annabella Sciorra - rechter Kim Vicidomini
- Marcy Harriell - Carmen Hui
- James Madio - Mike Powell
- Sarah Wayne Callies - Kate O'Malley
- Vincent Pastore - Norm Delgado
- Kyra Sedgwick - Quinn Coleman
- Casey Ford Alexander - Jerome Brown

## Afleveringen
| Nr. | Titel aflevering        | Uitzenddatum VS  |
| --- | ----------------------- | ---------------- |
| 1   | One Angry Man           | 10 januari 2003  |
| 2   | Pilot                   | 17 januari 2003  |
| 3   | Flawed Heroes           | 24 januari 2003  |
| 4   | Supreme Heat            | niet uitgezonden |
| 5   | Mad About You           | niet uitgezonden |
| 6   | Permanent Markers       | niet uitgezonden |
| 7   | Let's Make a Deal       | niet uitgezonden |
| 8   | Things Change           | niet uitgezonden |
| 9   | Case by Case            | niet uitgezonden |
| 10  | The House Next Door     | niet uitgezonden |
| 11  | Words That Wound        | niet uitgezonden |
| 12  | That Voodoo That You Do | niet uitgezonden |
| 13  | The Eyes Have It        | niet uitgezonden |